# Niederlangen
Niederlangen ist eine Gemeinde im Landkreis Emsland in Niedersachsen.

## Geografie

### Geografische Lage
Niederlangen liegt zwischen Papenburg und Meppen an der Ems. Die Gemeinde gehört der Samtgemeinde Lathen an, die ihren Verwaltungssitz in der Gemeinde Lathen hat.

### Nachbargemeinden
Nachbargemeinden sind im Norden die Gemeinde Sustrum, im Osten die Gemeinden Fresenburg und Lathen, im Süden die Gemeinde Oberlangen und im Westen die Stadt Haren.

### Gemeindegliederung
Die Gemeinde setzt sich aus zwei Ortsteilen zusammen:
- Niederlangen
- Niederlangen-Siedlung

## Geschichte
Die Gemeinde wird um das Jahr 1000 erstmals urkundlich erwähnt. Im Jahr 1499 gibt es in Niederlangen 29 Haushalte.
Um 1884 wurden in Niederlangen von dem Landwirt H. Paschen 48 Denare aus der Römerzeit entdeckt.

### Einwohnerentwicklung
| Jahr | Einwohner |
| ---- | --------- |
| 1659 | 261       |
| 1749 | 408       |
| 1833 | 478       |

## Politik

### Gemeinderat
Der Gemeinderat aus Niederlangen setzt sich aus 11 Ratsfrauen und Ratsherren zusammen. Die Ratsmitglieder werden durch eine Kommunalwahl für jeweils fünf Jahre gewählt. Die aktuelle Amtszeit begann am 1. November 2021 und endet am 31. Oktober 2026.
| Partei | 2021 | 2016 | 2011 |
| ------ | ---- | ---- | ---- |
| CDU    | 10   | 11   | 10   |
| SPD    | 1    | –    | –    |
| Grüne  | –    | –    | 1    |

### Bürgermeister
Der ehrenamtliche Bürgermeister Hermann Albers wurde am 11. September 2016 gewählt.

### Wappen
Blasonierung: „Im roten Feld, vom goldenen Wellenschildfuß zu den Oberecken aufsteigend, vorn eine goldene Ähre, hinten ein goldener Rohrkolben, dazwischen eine goldene Glocke. Die Halme überdeckt eine goldene, über dem Wellenschildfuss schwebende, korbbogige Brücke.“
Das Wappen verdeutlicht geographisch-topographische und historische Elemente der Gemeinde Niederlangen. Die Wellen im Schildfuß symbolisieren die Lage an der Ems und den Wasserreichtum mit den auf Teiche reduzierten Altwässern und den Moorabzugsgräben. Ähre und Rohrkolben zeigen an, dass Niederlangen vorwiegend landwirtschaftlich geprägt ist und dass etwa ein Drittel des Gemeindegebietes Moor war, das im 2. Drittel des 20. Jahrhunderts planmäßig kultiviert wurde. Hier entstand 1946 der Ortsteil Niederlangen-Siedlung.
Die Glocke erinnert an die vielfältigen Funktionen der ehemaligen Schulglocke, die heute im Glockenturm im Dorfzentrum von Niederlangen hängt. Sie dient als Gebets-, Toten-, Not- und Feuerglocke und hat in gewisser Weise den Charakter eines Wahrzeichens.
Die Brücke macht deutlich, dass zahlreiche Brücken im Gemeindegebiet eine wichtige Rolle als verbindendes Verkehrselement spielen. Dies gilt sowohl für die Emsbrücke, die Niederlangen mit Lathen und der Bundesstraße 70 verbindet, als auch für die Brücken in der Emsniederung und die drei Brücken, die mit dem Bau der trennenden Emsland-Autobahn das Altdorf mit der Siedlung Niederlangen verbinden.
Die Farben Rot und Gold sind die Wappenfarben der ehemaligen Reichsabtei Corvey, die Niederlangen mit der "curia Lathen" mindestens seit dem 11. Jahrhundert besaß. Zugleich sind es die Wappenfarben des ehemaligen Hochstifts Münster, zu dessen Niederstift der Ort von 1252 bis zum Ende des alten Reiches 1803 gehörte.
Das Wappen wurde vom Heraldiker Ulf-Dietrich Korn aus Münster gestaltet.

## Kultur und Sehenswürdigkeiten

### Regelmäßige Veranstaltungen
Schützenfest in der Teilgemeinde Niederlangen-Siedlung, am 1. Wochenende vor dem 1. Mai, bzw. auf 1. Mai, gefeiert wird Samstag und Sonntag. Schützenfest in der Gemeinde Niederlangen wird am Samstag und Sonntag am letzten Juni-Wochenende gefeiert.

## Wirtschaft und Infrastruktur

### Verkehr
Niederlangen ist über die Bundesstraße 70 verkehrsmäßig zu erreichen. Es besteht weiterhin ein Autobahnanschluss an die nahegelegene Autobahn A31.

## Persönlichkeiten

### Söhne und Töchter der Gemeinde
- Nikolaus Hilling (1871–1960), Kirchenrechtler
- Ludwig Hagemann (* 1947), katholischer Theologe und Religionswissenschaftler